# فلوکس یک‌ساله
فلوکس یک ساله یا فلوکس درومندی (نام علمی: Phlox drummondii) نام یک گونه از سرده گل آتشی (فلوکس) است.